# Maculinea turatiana
Maculinea turatiana är en fjärilsart som beskrevs av Ruggero Verity 1923. Maculinea turatiana ingår i släktet Maculinea och familjen juvelvingar. Inga underarter finns listade i Catalogue of Life.